# Heptophylla laticollis
Heptophylla laticollis är en skalbaggsart som beskrevs av Zhang 1995. Heptophylla laticollis ingår i släktet Heptophylla och familjen Melolonthidae. Inga underarter finns listade i Catalogue of Life.